# Сборная Кувейта по хоккею с шайбой
Сборная Кувейта по хоккею с шайбой представляет Кувейт на международных соревнованиях по хоккею с шайбой. Хоккейная Ассоциация Кувейта — член ИИХФ с 1985 года.

## История
Кувейт вступил в ИИХФ в 1985 году, но хоккейной активности в стране не было, и в 1992 году кувейтская хоккейная ассоциация была исключена из ИИХФ. В 1999 году ИИХФ снова приняла Кувейт в свои ряды, сборная страны была сформирована и приняла участие в своём первом турнире — Зимних Азиатских играх 1999 года в Республике Корея.
Первый матч сборная Кувейта сыграла 30 января 1999 года против Японии и проиграла 1:44. Это поражение остаётся самым крупным в истории сборной. На этом турнире Кувейт проиграл и два других своих матча — с Китаем и Монголией, и прекратил международные выступления до 2007 года.
На Зимних Азиатских играх 2007 года Кувейт одержал первую победу в официальных матчах — над сборной Макао. В 2008 году сборная заняла второе место на Арабском хоккейном кубке, опередив Марокко и Алжир, но уступив ОАЭ. В 2010 и 2012 году Кувейт финишировал вторым в чемпионатах Персидского залива.
В 2011 году одержана самая крупная победа в истории сборной — 39:2 над Индией.
В январе 2018 года сборная приняла участие в квалификационном турнире в Сараево для третьего дивизиона чемпионата мира 2019 года. Сборная, в первом участии мирового чемпионата, проиграла все матчи и заняла последнее место.
Весной 2019 года приняла участие в квалификационном турнире в Абу-Даби для третьего дивизиона чемпионата мира 2020 года. Сборная одержала одну техническую победу и заняла предпоследнее место.
К июню 2019 года были сформированы отборочные и квалификационные группы за выход на XXIV Зимние Олимпийские игры. Однако вскоре последовали отказы от целого ряда сборных. По большому счёту сборной Кувейта ничего не предвещало принять участие в этих соревнованиях, однако осенью они получили приглашение на турнир в предквалификацию (группа О). Последовало решение принять участие в соревнованиях в КНР в группе О, где хоккеисты Кувейта проиграли все матчи с общим счётом 31:1 и заняли последнее место.
В марте 2022 года хоккеисты из Кувейта приняли участие в мировом чемпионате в Бишкеке. Где заняли последнее место. Через год в Улан-Баторе на мировом чемпионате хоккеисты финишировали предпоследними.

## Рекордсмены
Рекордсмен сборной по проведённым матчам — Мешаль аль-Аджми (81), по набранным очкам — он же (124).

## Хоккейная инфраструктура в стране
В Кувейте зарегистрированы 144 хоккеиста — 61 взрослый и 83 юниора. Кроме того, в стране 85 женщин-хоккеисток и 2 рефери. В стране существуют 2 хоккейных катка.
Президент Федерации хоккея Кувейта — Фехид Хамас аль-Аджми. Генеральный менеджер сборной — Наваф аль-Сабах, тренер — Марко Зидаревич.